# Erètum
Erètum (llatí: Eretum grec antic: Ἠρητόν) va ser una ciutat dels sabins situada a la via Salària, quan s'unia amb la via Nomentana, prop del Tíber i a menys de 30 km de Roma.
Virgili l'esmenta com una de les ciutats sabines que van lluitar contra Enees, cosa que fa pensar que era considerada una ciutat molt antiga i d'una certa importància. Per la seva situació a les fronteres entre sabins i romans, va ser teatre de lluites entre els dos pobles. El primer conflicte va tenir lloc durant el regnat de Tul·li Hostili, i després amb el seu successor Tarquini Prisc que es va enfrontar i va vèncer els etruscs, aliats dels sabins, que s'havien establert a la ciutat. Tarquini el Superb va obtenir una victòria decisiva sobre els sabins a la rodalia de la ciutat. Ja sota la República va tornar a ser lloc de combats entre els dos pobles i els romans van obtenir allí dues victòries: la primera dels cònsols Publi Postumi Tubert i Agripa Meneni Lanat l'any 503 aC, i la segona de Gai Nauci Rútil el 458 aC. Durant el decemvirat els sabins van establir la seva capital a Erètum i des allí van atacar territori romà. No s'esmenta exactament quan va passar a domini romà però havia de ser després d'aquest fets.
Després torna a ser esmentada durant la Segona Guerra Púnica quan Hanníbal la va fer servir de base pels seus atacs a la capella de Ferònia, a Etrúria quan avançava cap a Roma per la via Salària. Sembla que ja havia perdut la importància que podria haver tingut abans i era una petita ciutat.
Estrabó la descriu poc més que com un llogaret i Valeri Màxim l'anomena «vicus sabiniae regionis» ('poblet de la regió sabina'). Plini el Vell ni l'esmenta. Probablement era dependent de Nomentum, però era una estació o Mansio de la via Salària mencionada a l'Itinerari d'Antoní i a la Taula de Peutinger, i va existir fins al segle iv quan va desaparèixer.
Se suposa que és l'actual Rimane, on hi ha unes ruïnes prop del pont de Ponte di Casa Cotta; un altre possibilitat és Monte Rotondo; la tercera possibilitat és al turó Grotta Marozza prop de les aigües termals de Bagni di Grotta Marozza que probablement correspondrien a Aquae Labanae que Estrabó diu que era a la rodalia d'Erètum.